# Église Saint-Jacques-d'Assyrie d'Hauteluce
L'église Saint-Jacques-d'Assyrie est une église catholique située à Hauteluce, en France. Elle est dédiée au saint Jacques de Tarentaise, dit aussi Jacques d'Assyrie.
Le bâtiment a été classé aux Monuments Historiques en 1943.

## Localisation
L'église est située dans le département français de la Savoie, sur la commune d'Hauteluce.

## Historique
L'édifice est classé au titre des monuments historiques par arrêté du 13 avril 1943.

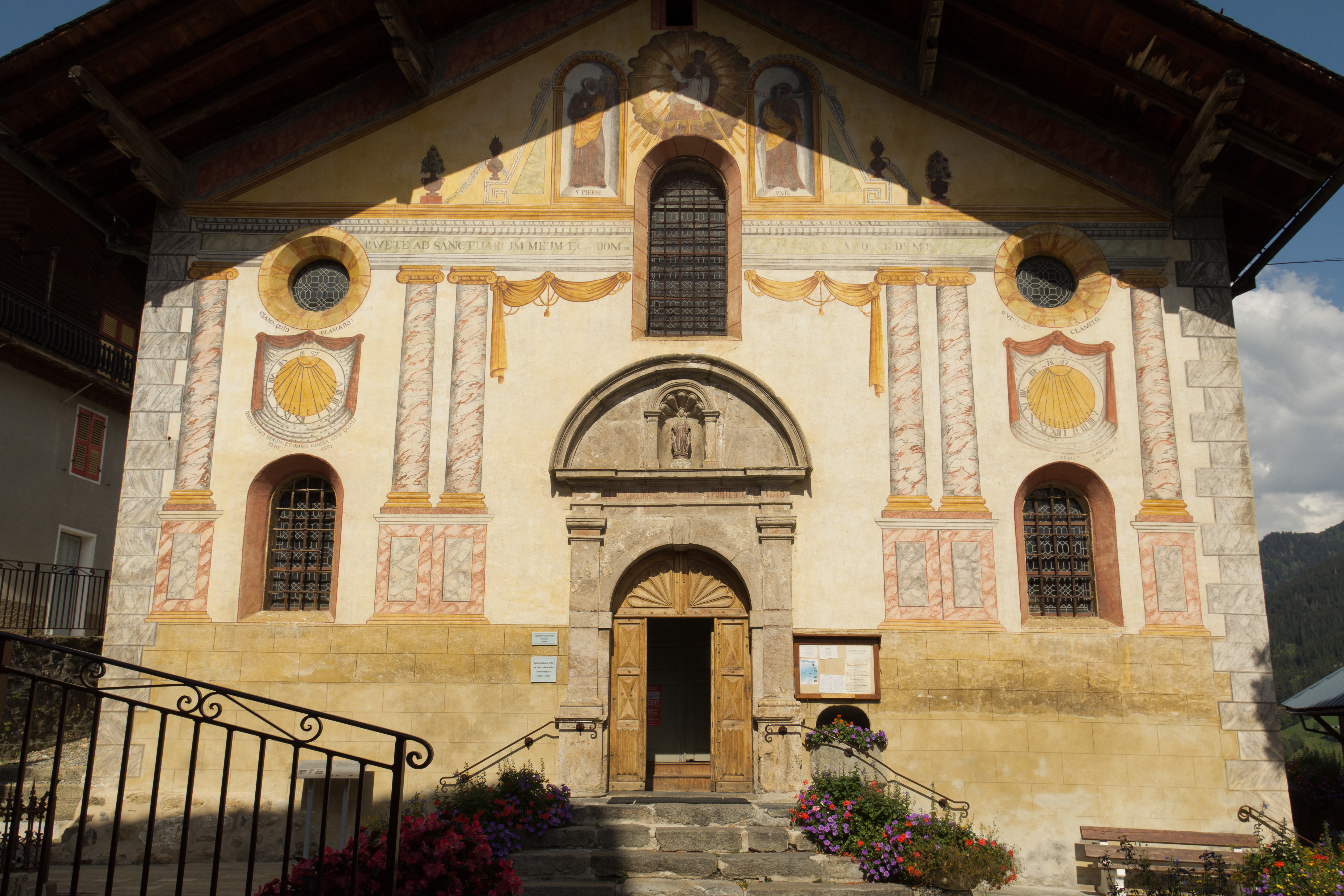
Façade peinte de l'église.
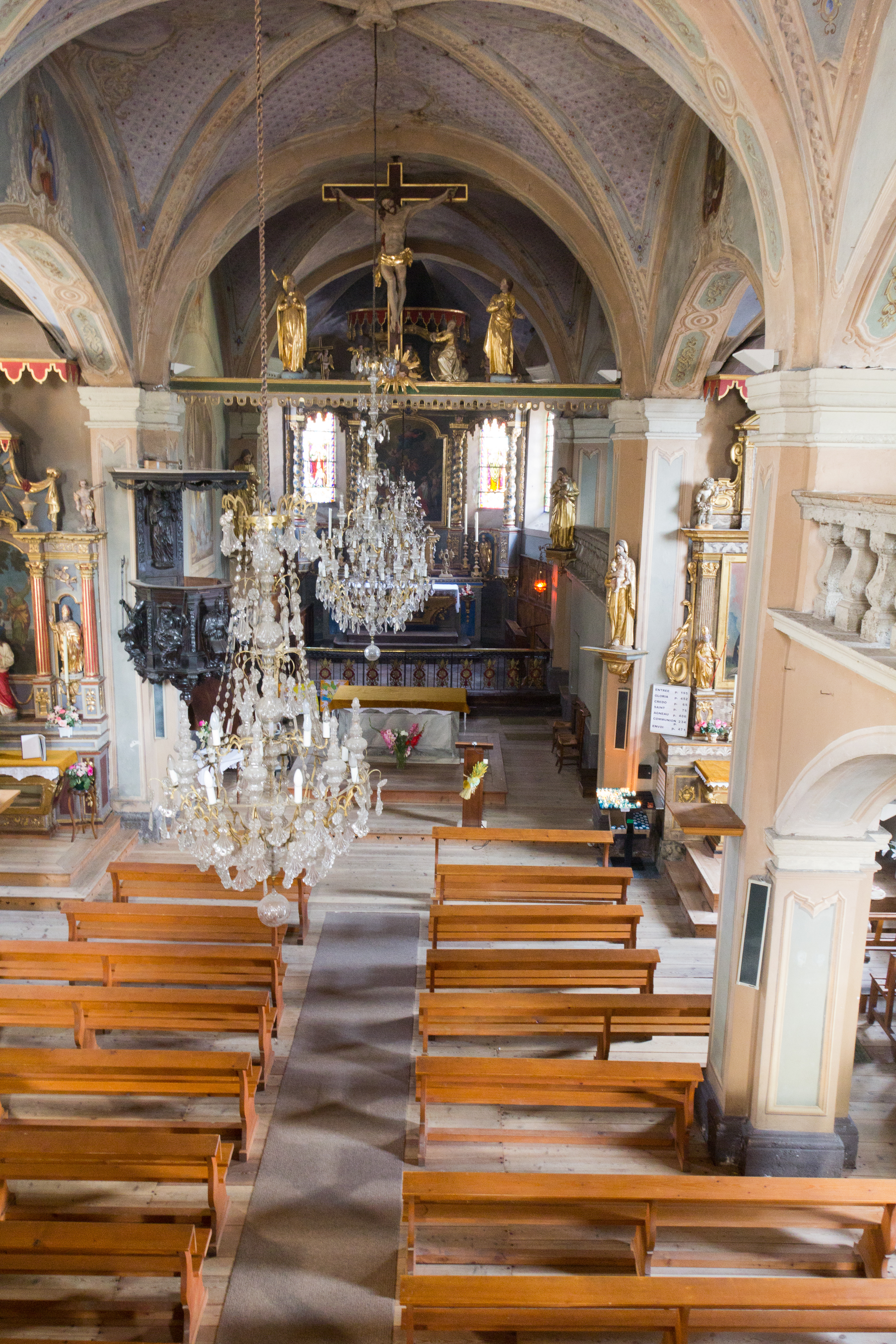
Vue intérieure de la nef.
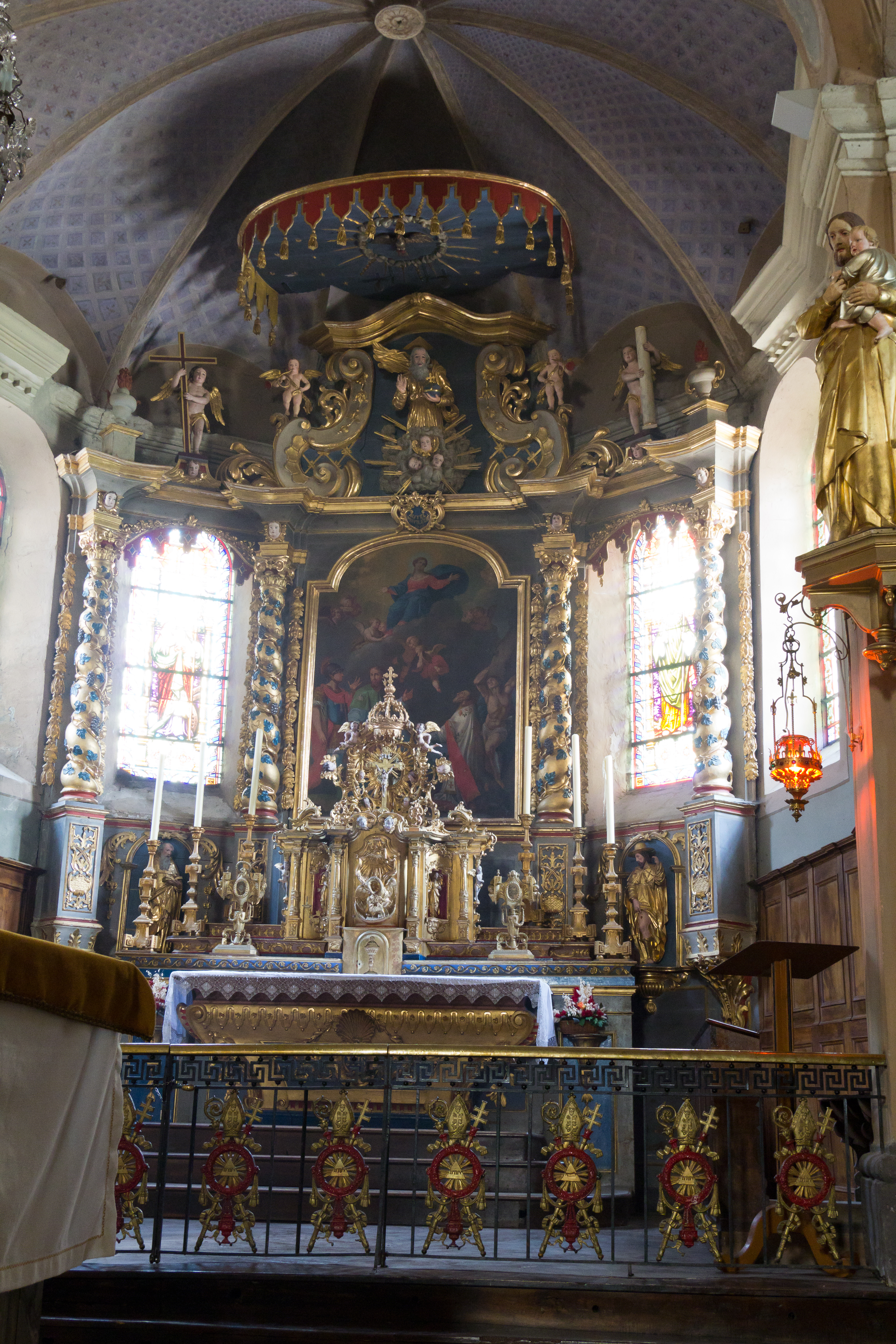
Vue de l'abside.
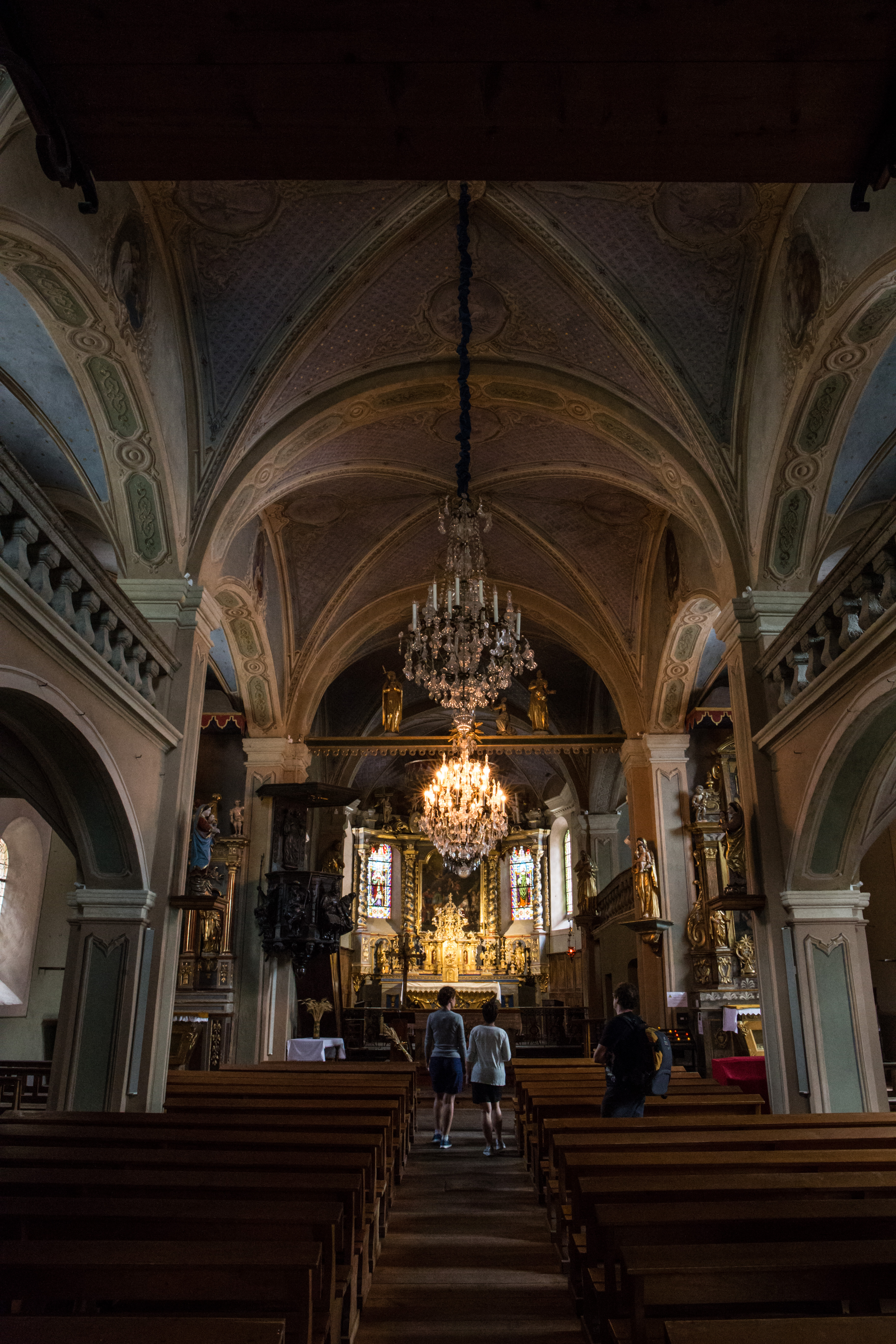
La nef.
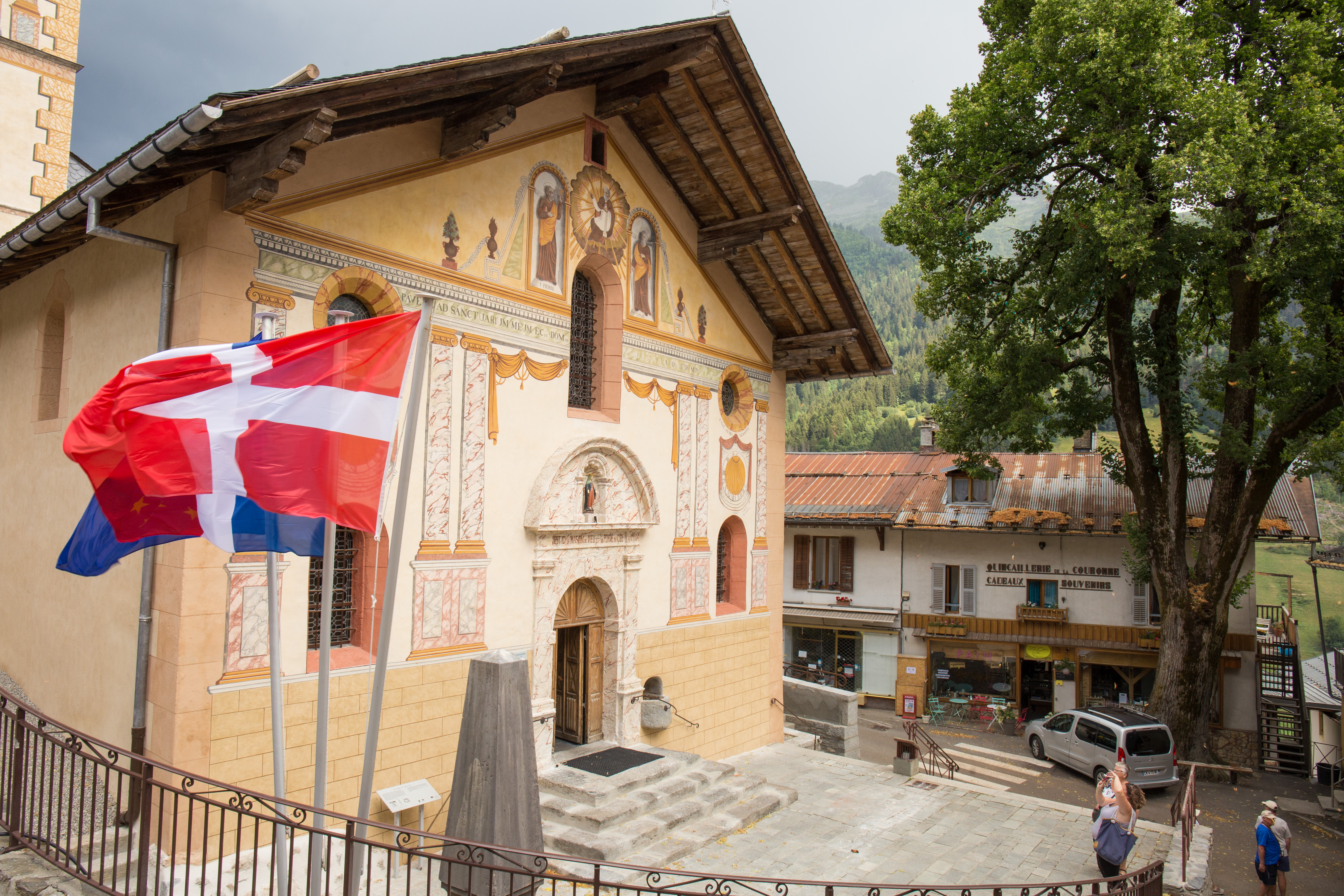
Place devant l'église.